# Fagaropsis angolensis
Fagaropsis angolensis es una especie de plantas perteneciente a la familia Rutaceae. Es originaria de África oriental.

## Descripción
Es un árbol de hoja caduca, sin armas, dioico, que alcanza un tamaño de 7-24 (-40) m de altura, tronco menudo ramificado desde cerca de la base, corteza de color gris rosáceo, ± áspero, a veces con excrecencias de corcho; ramitas de color púrpura-marrón, salpicado de lenticelas pálidas elípticas, gris-pubescentes, glabrescentes.

## Ecología
Se encuentra en el bosque seco de hoja perenne, bosque húmedo, a veces, selva tropical, especialmente en los bordes, bosques de tierras altas con Podocarpus, también en las tierras bajas de bosques con Celtis-Aningeria altissima; y en la selva lluviosa con Albizia.  Esporádica en colonias en bosques mixtos; aparece a una altitud de 	1000-2250 metros. Sin flores es fácilmente confundido con una Ekebergia (Meliaceae).

## Taxonomía
Fagaropsis angolensis fue descrita por (Engl.) Ivan Robert Dale y publicado en Trees and Shrubs of Kenya 99. 1936.
Sinonimia
- Clausenopsis angolensis (Engl.) Engl.
- Vepris angolensis Engl.[3]
- Clausena melioides Hiern[1]